# Panfilovka, Pervomaiske
Panfilovka (în ucraineană Панфіловка) este un sat în comuna Susanine din raionul Pervomaiske, Republica Autonomă Crimeea, Ucraina.

## Demografie
Componența lingvistică a localității Panfilovka
     Ucraineană (37,45%)
     Rusă (34,16%)
     Tătară crimeeană (27,57%)
     Alte limbi (0,82%)
Conform recensământului din 2001, nu exista o limbă vorbită de majoritatea populației, aceasta fiind compusă din vorbitori de ucraineană (37,45%), rusă (34,16%) și tătară crimeeană (27,57%).